# Mairago
Mairago é uma comuna italiana da região da Lombardia, província de Lodi, com cerca de 1.053 habitantes. Estende-se por uma área de 11 km², tendo uma densidade populacional de 96 hab/km².
Faz fronteira com Cavenago d'Adda, Turano Lodigiano, Ossago Lodigiano, Secugnago, Brembio.

## Història
A origem da comuna é, provavelmente, romana. Depois foi propriedade dos vários bispos de Lodi, e na Idade Media aos ptrões de Salerano sul Lambro: os Simonetta, os Talenti (1480) e os Vaini (1703).

## Demografia
| Variação demográfica do município entre 1861 e 2011                               |
|                                                                                   |
| Fonte: Istituto Nazionale di Statistica (ISTAT) - Elaboração gráfica da Wikipedia |

## Cultura
Dois os edificios importantes: as duas igrejas paroquiais de Mairago e de Basiasco, do século XIII.

## Economia
A atividade principal é a agricultura, especialmente com o milho, cevada, e de menos o trigo
Tem também pecuárias de vacas, porcos, e coelhos.
Notável a produção de mel de boa qualidade.
Pequenas industrias mecánicas e de carpintaria.
A Agip tinha depósitos de metano em Basiasco, mas hoje estão vazios.

## Conexões externas
- «Site da Prefeitura»